# Очамчирський муніципалітет
Очамчирський муніципалітет — адміністративна одиниця в Грузії. Адміністративний центр — Очамчира. Фактично розташовується на території Очамчирського і Ткуарчальського районів Абхазії. Очамчирський район здебільшого розташовується на території історичної області Аджуа, що є місцем формування і компактного проживання абжуйських абхазів — носіїв абжуйського діалекту абхазького мови. 

## Населення
В районі 3 вірменських і 3 мегрельських села, інші селища етнічно переважно абхазькі. Населення зосереджене в рівнинно-передгірній смузі на південь від Кодорського хребта.
У 1989 році населення муніципалітету становило 75 388 осіб.
| Грузини        | Абхази         | Вірмени      | Греки      | Росіяни      | Українці   | Осетини   |
| -------------- | -------------- | ------------ | ---------- | ------------ | ---------- | --------- |
| 34.800 (46,2%) | 27.640 (36,7%) | 6.226 (8,3%) | 232 (0,3%) | 4.439 (5,9%) | 897 (1,2%) | 89 (0,1%) |

Населення муніципалітету станом на 2011 рік становить 25 235 осіб, з яких 4 975 осіб є міським населенням, а 20 308 осіб — сільським. Населення району в 2003 році становило 24629 осіб. 
На негативну динаміку чисельності населення, насамперед, вплинув збройний конфлікт на початку 1990-их років, коли з Абхазії масово виїжджали грузини.

### Національний склад
До грузино-абхазької війни чисельність абхазького і грузинського населення муніципалітету була приблизно рівною (грузин — 34 800 або 46,2%, абхазів — 27 640 або 36,7%).
Станом на 2003 рік: абхази — 18753 (76,1%), грузини — 2253 (9,2%), вірмени — 2177 (8,8%), росіяни — 940 (3,8%), українці — 89 (0,4%), греки — 65 (0,3%), осетини — 22 (0,1%), інші — 330 (1,3%).